# Medaillespiegel van de Olympische Zomerspelen 2016
Op de Olympische Zomerspelen 2016 in Rio de Janeiro zijn op meer dan 300 onderdelen gouden, zilveren en bronzen medailles uitgereikt. In de tabel op deze pagina staat het medailleklassement. Het IOC stelt officieel geen medailleklassement op, maar geeft desondanks een medailletabel ter informatie. In onderstaand klassement is het aantal gouden medailles leidend, vervolgens het aantal zilveren medailles en tot slot de bronzen medailles.

## Medailleklassement
In de tabel heeft het gastland een blauwe achtergrond. De gegevens in deze tabel zijn in overeenstemming met de ranglijst zoals die door het IOC werd opgesteld. 
| Plaats | Land                           | NOC    | Goud | Zilver | Brons | Totaal |
| ------ | ------------------------------ | ------ | ---- | ------ | ----- | ------ |
| 1      | Verenigde Staten               | USA    | 46   | 37     | 38    | 121    |
| 2      | Groot-Brittannië               | GBR    | 27   | 23     | 17    | 67     |
| 3      | China                          | CHN    | 26   | 18     | 26    | 70     |
| 4      | Rusland                        | RUS    | 19   | 18     | 19    | 56     |
| 5      | Duitsland                      | GER    | 17   | 10     | 15    | 42     |
| 6      | Japan                          | JPN    | 12   | 8      | 21    | 41     |
| 7      | Frankrijk                      | FRA    | 10   | 18     | 14    | 42     |
| 8      | Zuid-Korea                     | KOR    | 9    | 3      | 9     | 21     |
| 9      | Italië                         | ITA    | 8    | 12     | 8     | 28     |
| 10     | Australië                      | AUS    | 8    | 11     | 10    | 29     |
| 11     | Nederland                      | NED    | 8    | 7      | 4     | 19     |
| 12     | Hongarije                      | HUN    | 8    | 3      | 4     | 15     |
| 13     | Brazilië                       | BRA    | 7    | 6      | 6     | 19     |
| 14     | Spanje                         | ESP    | 7    | 4      | 6     | 17     |
| 15     | Kenia                          | KEN    | 6    | 6      | 1     | 13     |
| 16     | Jamaica                        | JAM    | 6    | 3      | 2     | 11     |
| 17     | Kroatië                        | CRO    | 5    | 3      | 2     | 10     |
| 18     | Cuba                           | CUB    | 5    | 2      | 4     | 11     |
| 19     | Nieuw-Zeeland                  | NZL    | 4    | 9      | 5     | 18     |
| 20     | Canada                         | CAN    | 4    | 3      | 15    | 22     |
| 21     | Oezbekistan                    | UZB    | 4    | 2      | 7     | 13     |
| 22     | Kazachstan                     | KAZ    | 3    | 5      | 9     | 17     |
| 23     | Colombia                       | COL    | 3    | 2      | 3     | 8      |
| 24     | Zwitserland                    | SUI    | 3    | 2      | 2     | 7      |
| 25     | Iran                           | IRI    | 3    | 1      | 4     | 8      |
| 26     | Griekenland                    | GRE    | 3    | 1      | 2     | 6      |
| 27     | Argentinië                     | ARG    | 3    | 1      | 0     | 4      |
| 28     | Denemarken                     | DEN    | 2    | 6      | 7     | 15     |
| 29     | Zweden                         | SWE    | 2    | 6      | 3     | 11     |
| 30     | Zuid-Afrika                    | RSA    | 2    | 6      | 2     | 10     |
| 31     | Oekraïne                       | UKR    | 2    | 5      | 4     | 11     |
| 32     | Servië                         | SRB    | 2    | 4      | 2     | 8      |
| 33     | Polen                          | POL    | 2    | 3      | 6     | 11     |
| 34     | Noord-Korea                    | PRK    | 2    | 3      | 2     | 7      |
| 35     | België                         | BEL    | 2    | 2      | 2     | 6      |
| 35     | Thailand                       | THA    | 2    | 2      | 2     | 6      |
| 37     | Slowakije                      | SVK    | 2    | 2      | 0     | 4      |
| 38     | Georgië                        | GEO    | 2    | 1      | 4     | 7      |
| 39     | Azerbeidzjan                   | AZE    | 1    | 7      | 10    | 18     |
| 40     | Wit-Rusland                    | BLR    | 1    | 4      | 4     | 9      |
| 41     | Turkije                        | TUR    | 1    | 3      | 4     | 8      |
| 42     | Armenië                        | ARM    | 1    | 3      | 0     | 4      |
| 43     | Tsjechië                       | CZE    | 1    | 2      | 7     | 10     |
| 44     | Ethiopië                       | ETH    | 1    | 2      | 5     | 8      |
| 45     | Slovenië                       | SLO    | 1    | 2      | 1     | 4      |
| 46     | Indonesië                      | INA    | 1    | 2      | 0     | 3      |
| 47     | Roemenië                       | ROU    | 1    | 1      | 3     | 5      |
| 48     | Bahrein                        | BRN    | 1    | 1      | 0     | 2      |
| 48     | Vietnam                        | VIE    | 1    | 1      | 0     | 2      |
| 50     | Chinees Taipei                 | TPE    | 1    | 0      | 2     | 3      |
| 51     | Bahama's                       | BAH    | 1    | 0      | 1     | 2      |
| 51     | Individuele Olympische Atleten | IOA    | 1    | 0      | 1     | 2      |
| 51     | Ivoorkust                      | CIV    | 1    | 0      | 1     | 2      |
| 54     | Fiji                           | FIJ    | 1    | 0      | 0     | 1      |
| 54     | Jordanië                       | JOR    | 1    | 0      | 0     | 1      |
| 54     | Kosovo                         | KOS    | 1    | 0      | 0     | 1      |
| 54     | Puerto Rico                    | PUR    | 1    | 0      | 0     | 1      |
| 54     | Singapore                      | SIN    | 1    | 0      | 0     | 1      |
| 54     | Tadzjikistan                   | TJK    | 1    | 0      | 0     | 1      |
| 60     | Maleisië                       | MAS    | 0    | 4      | 1     | 5      |
| 61     | Mexico                         | MEX    | 0    | 3      | 2     | 5      |
| 62     | Algerije                       | ALG    | 0    | 2      | 0     | 2      |
| 62     | Ierland                        | IRL    | 0    | 2      | 0     | 2      |
| 64     | Litouwen                       | LTU    | 0    | 1      | 3     | 4      |
| 65     | Bulgarije                      | BUL    | 0    | 1      | 2     | 3      |
| 65     | Venezuela                      | VEN    | 0    | 1      | 2     | 3      |
| 67     | India                          | IND    | 0    | 1      | 1     | 2      |
| 67     | Mongolië                       | MGL    | 0    | 1      | 1     | 2      |
| 69     | Burundi                        | BDI    | 0    | 1      | 0     | 1      |
| 69     | Filipijnen                     | PHI    | 0    | 1      | 0     | 1      |
| 69     | Grenada                        | GRN    | 0    | 1      | 0     | 1      |
| 69     | Niger                          | NIG    | 0    | 1      | 0     | 1      |
| 69     | Qatar                          | QAT    | 0    | 1      | 0     | 1      |
| 74     | Noorwegen                      | NOR    | 0    | 0      | 4     | 4      |
| 75     | Egypte                         | EGY    | 0    | 0      | 3     | 3      |
| 75     | Tunesië                        | TUN    | 0    | 0      | 3     | 3      |
| 77     | Israël                         | ISR    | 0    | 0      | 2     | 2      |
| 78     | Dominicaanse Republiek         | DOM    | 0    | 0      | 1     | 1      |
| 78     | Estland                        | EST    | 0    | 0      | 1     | 1      |
| 78     | Finland                        | FIN    | 0    | 0      | 1     | 1      |
| 78     | Marokko                        | MAR    | 0    | 0      | 1     | 1      |
| 78     | Nigeria                        | NGR    | 0    | 0      | 1     | 1      |
| 78     | Oostenrijk                     | AUT    | 0    | 0      | 1     | 1      |
| 78     | Portugal                       | POR    | 0    | 0      | 1     | 1      |
| 78     | Trinidad en Tobago             | TTO    | 0    | 0      | 1     | 1      |
| 78     | Verenigde Arabische Emiraten   | UAE    | 0    | 0      | 1     | 1      |
| Totaal | Totaal                         | Totaal | 307  | 307    | 360   | 974    |

## Wijzigingen in de medaillespiegel
De onderstaande officiële wijzigingen in de medaillespiegel zijn in het bovenstaande overzicht verwerkt:
- Op 18 augustus 2016 moest de Kirgiziër Izzat Artykov zijn bronzen medaille bij het gewichtheffen tot 69 kilogram inleveren nadat hij was betrapt op het verboden middel strychnine. Het brons schoof door naar de Colombiaan Luis Javier Mosquera die in eerste instantie als vierde was geëindigd.[1][2][3]
- Op 19 augustus 2016 moest de Moldavische kanovaarder Serghei Tarnovschi  zijn bronzen medaille op de C-1 1000 meter inleveren wegens een dopingovertreding. De medaille werd vervolgens toegekend aan de Rus Ilja Sjtokalov.

Tabel met wijzigingen
| Besluit          | Sport         | Onderdeel        | NOC      | Goud | Zilver | Brons | Totaal |
| ---------------- | ------------- | ---------------- | -------- | ---- | ------ | ----- | ------ |
| 18 augustus 2016 | Gewichtheffen | Mannen tot 69 kg | Kirgizië |      |        | −1    | −1     |
| 18 augustus 2016 | Gewichtheffen | Mannen tot 69 kg | Colombia |      |        | +1    | +1     |
| 19 augustus 2016 | Kanovaren     | C1-1000 m mannen | Moldavië |      |        | −1    | −1     |
| 19 augustus 2016 | Kanovaren     | C1-1000 m mannen | Rusland  |      |        | +1    | +1     |

Medaillespiegel Olympische Spelen aller tijden · Medaillespiegel Zomerspelen aller tijden · Medaillespiegel Winterspelen aller tijden
Medaillespiegel Zomerspelen
1896 · 1900 · 1904 · 1906 · 1908 · 1912 · 1920 · 1924 · 1928 · 1932 · 1936 · 1948 · 1952 · 1956 · 1960 · 1964 · 1968 · 1972 · 1976 · 1980 · 1984 · 1988 · 1992 · 1996 · 2000 · 2004 · 2008 · 2012 · 2016 · 2020 · 2024

Medaillespiegel Winterspelen

1924 · 1928 · 1932 · 1936 · 1948 · 1952 · 1956 · 1960 · 1964 · 1968 · 1972 · 1976 · 1980 · 1984 · 1988 · 1992 · 1994 · 1998 · 2002 · 2006 · 2010 · 2014 · 2018 · 2022
Atletiek · Badminton · Basketbal · Boksen · Boogschieten · Gewichtheffen · Golf · Gymnastiek · Handbal · Hockey · Judo · Kanovaren · Moderne vijfkamp · Paardensport · Roeien · Rugby · Schermen · Schietsport · Schoonspringen · Synchroonzwemmen · Taekwondo · Tafeltennis · Tennis · Triatlon · Voetbal · Volleybal · Waterpolo · Wielersport · Worstelen · Zeilen · Zwemmen
Afghanistan · Albanië · Algerije · Amerikaanse Maagdeneilanden · Amerikaans-Samoa · Andorra · Angola · Antigua en Barbuda · Argentinië · Armenië · Aruba · Australië · Azerbeidzjan · Bahama's · Bahrein · Bangladesh · Barbados · België · Belize · Benin · Bermuda · Bhutan · Bolivia · Bosnië en Herzegovina · Botswana · Brazilië · Britse Maagdeneilanden · Brunei · Bulgarije · Burkina Faso · Burundi · Cambodja · Canada · Centraal-Afrikaanse Republiek · Chili · China · Chinees Taipei · Colombia · Comoren · Congo-Brazzaville · Congo-Kinshasa · Cookeilanden · Costa Rica · Cuba · Cyprus · Denemarken · Djibouti · Dominica · Dominicaanse Republiek · Duitsland · Ecuador · Egypte · El Salvador · Equatoriaal-Guinea · Eritrea · Estland · Ethiopië · Fiji · Filipijnen · Finland · Frankrijk · Gabon · Gambia · Georgië · Ghana · Grenada · Griekenland · Groot-Brittannië · Guam · Guatemala · Guinee · Guinee‑Bissau · Guyana · Haïti · Honduras · Hongarije · Hongkong · Ierland · IJsland · India · Indonesië · Irak · Iran · Israël · Italië · Ivoorkust · Jamaica · Japan · Jemen · Jordanië · Kaaimaneilanden · Kaapverdië · Kameroen · Kazachstan · Kenia · Kirgizië · Kiribati · Kosovo · Kroatië · Laos · Lesotho · Letland · Libanon · Liberia · Libië · Liechtenstein · Litouwen · Luxemburg · Macedonië · Madagaskar · Malawi · Malediven · Maleisië · Mali · Malta · Marshalleilanden · Marokko · Mauritanië · Mauritius · Mexico · Micronesië · Moldavië · Monaco · Mongolië · Montenegro · Mozambique · Myanmar · Namibië · Nauru · Nederland · Nepal · Nicaragua · Nieuw-Zeeland · Niger · Nigeria · Noord-Korea · Noorwegen · Oeganda · Oekraïne · Oezbekistan · Oman · Oostenrijk · Oost-Timor · Pakistan · Palau · Palestina · Panama · Papoea-Nieuw-Guinea · Paraguay · Peru · Polen · Portugal · Puerto Rico · Qatar · Roemenië · Rusland · Rwanda · Saint Kitts en Nevis · Saint Lucia · Saint Vincent en Grenadines · Salomonseilanden · Samoa · San Marino · Sao Tomé en Principe · Saoedi-Arabië · Senegal · Servië · Seychellen · Sierra Leone · Singapore · Slovenië · Slowakije · Soedan · Somalië · Spanje · Sri Lanka · Suriname · Swaziland · Syrië · Tadzjikistan · Tanzania · Thailand · Togo · Tonga · Trinidad en Tobago · Tsjaad · Tsjechië · Tunesië · Turkije · Turkmenistan · Tuvalu · Uruguay · Vanuatu · Venezuela · Verenigde Arabische Emiraten · Verenigde Staten · Vietnam · Wit-Rusland · Zambia · Zimbabwe · Zuid-Afrika · Zuid-Korea · Zuid-Soedan · Zweden · Zwitserland
Individuele Olympische Atleten · Olympisch vluchtelingenteam